# Pál Kovács
Pál Kovács, född 17 juli 1912 i Debrecen, död 8 juli 1995 i Budapest, var en ungersk fäktare.
Kovacs blev olympisk guldmedaljör i sabel vid sommarspelen 1936 i Berlin.